# 霍政諺
霍政谚（1982年6月28日—），出生于辽宁省丹东市，中国男演员，毕业于中央戏剧学院2002级表演系本科。2014年因《犀利仁师》飾 聂文星一角引起广泛关注。與唐嫣、白百何、文章、童瑶、孙坚、郭珍霓、徐百卉、张博、曹曦文、斓曦、陈思斯、毛俊杰、杨烁、王雨、邹廷威、张默等為同班同學。

## 影视作品

### 電視劇
- 2005《缘分的天空》 飾 顾小枫
- 2005《少年包青天3》 飾 无止
- 2006《妈妈无罪》 飾 杜永才
- 2006《女人不哭》 飾 潘蒙生
- 2007《女人何苦为难女人》 飾 唐可凡
- 2007《烽火孤儿》 飾 夏竹
- 2009《幸福》 飾 张潮
- 2009《蓝色档案》 飾 李华
- 2009《江湖兄弟》 飾 孟滔
- 2009《那些年那些事》 飾 田丰收
- 2009《谁懂女儿心》 飾 林俊英
- 2010《再见艳阳天》 飾 方贺文
- 2010《七侠五义人间道》 飾 宋仁宗
- 2010《一家人不说两家话》 飾 杨穆青
- 2011《桃花劫》飾 姚靖石
- 2011《完美丈夫》 飾 林东胜
- 2011《千金》飾 凌超严、凌逸然
- 2011《风华正茂》飾 蔡和森
- 2012《新白发魔女传》飾 霍天都(客串)
- 2013《笑傲江湖》飾 刘正风(客串)
- 2013《怒海情仇》(胜利者) 飾 程毅
- 2013《像火花像蝴蝶》飾 唐立天
- 2013《红轿子》飾 车文轩
- 2014《陶之戀》飾 欧阳百岳
- 2014《宫锁连城》飾 阿迪 (客串)
- 2014《犀利仁师》飾 聂文星
- 2015《失宠王妃之结缘》飾 原月闕
- 2015《两生花》飾 欧阳藤
- 2016《爱的阶梯》飾 宋子杨
- 2016《怒火英雄》飾 袁也
- 2017《烈火刀影》飾 張昆
- 2017《男管家》飾 庄志磊
- 2017《九州·海上牧云记》飾 灰耳朵
- 2019《天网行动》(2012年拍攝)飾 赵一阳
- 2020《平凡的荣耀》飾 丁利波
- 2020《燕云台》飾 阿孛合
- 2021《约定》(网络剧) 飾 徐勉(客串)
- 2021《大浪淘沙》飾 陈潭秋
- 2021《古董局中局之掠宝清单》 飾 任拙辅(客串)
- 2021《一见倾心》飾 廖希
- 2023《神隐》(网络剧)飾 青云
- 2023《画眉》飾 林燃海
- 2024《乘风踏浪》飾 譚有為
- 2024《私藏浪漫》飾 邢總
- 2024《四方馆》(网络剧)飾 江伍
- 2024《我是刑警》飾 江山
- 2025《与晋长安》飾 刘运

### 电影
- 2008 侠侣探案之寿宴丧钟
- 2008 粉红丝带
- 2011 双生花 (又名《残梦》)

## 外部連結
- 霍政諺的新浪微博